# Dutohlávka sobí
Dutohlávka sobí (Cladonia rangiferina) je světle zbarvený, keřovitý lišejník z čeledi dutohlávkovité. Roste v teplých i chladných oblastech na sušších otevřených stanovištích především ve vyšších polohách - zejména na alpínské tundře. Je velmi odolný a mrazuvzdorný.
Druhové jméno je odvozené z faktu, že je tato dutohlávka důležitou součástí potravy pro soby polární.

## Charakteristika
Stélky dutohlávky sobí jsou až 8 cm vysoké, bohatě větvené. Každá větev se většinou dělí na čtyři další. Dutohlávka sobí roste, stejně jako ostatní lišejníky, velmi pomalu, asi 3-5 mm za rok. Může trvat desítky let, než se vrátí na místa, kde byla spasena, spálena či pošlapána.

## Užití
Mimo to, že je významným krmivem pro soby, má dutohlávka sobí i další použití. Používá se například k výrobě nápoje aquavitu. Původní obyvatelé Aljašky z kmene Tanaina používají tento lišejník jako jídlo. To se připravuje rozdrcením stélky a vařením či máčením v horké vodě, dokud nezměkne. Jí se samotné nebo s bobulemi, jikrami či sádlem. Tento národ dutohlávku také používá jako lék proti průjmu.